# Stemmacantha
Stemmacantha là một chi thực vật có hoa trong họ Cúc (Asteraceae).

## Loài
Chi Stemmacantha gồm các loài: